# Christian Kosmas Mayer

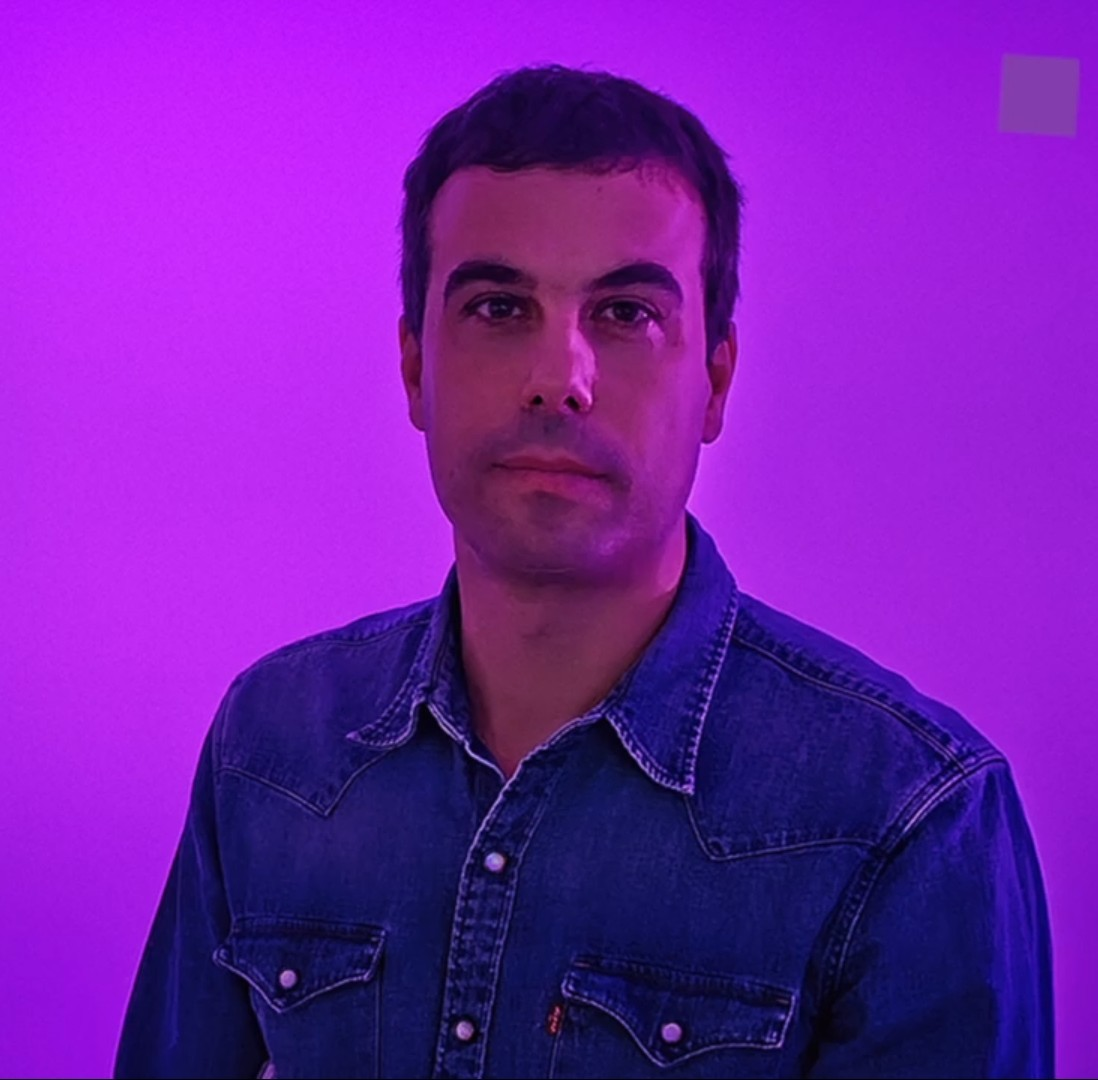
Christian Kosmas Mayer, 2019

Christian Kosmas Mayer (* 1976 in Sigmaringen) ist ein deutscher Künstler, der in Wien lebt.

## Leben
Mayer studierte von 1997 bis 2000 an der Hochschule der Bildenden Künste Saar in Saarbrücken, von 2000 bis 2005 an der Akademie der bildenden Künste Wien, 2003 zu dem an der Glasgow School of Art.
Er arbeitet in unterschiedlichen Medien wie Fotografie, Skulptur, der Installations- und Videokunst. Seine Arbeit ist von der intensiven Erforschung jener Geschichten geprägt, die eine Gesellschaft von sich selbst konstruiert, und kreist um die Frage, welche Bedeutung materiellen Phänomenen in diesem Kontext zukommt. Im Zentrum seines Interesses liegen die Bedingungen der Wahrnehmung im Verhältnis zu ihren kulturellen und technologischen Voraussetzungen. Unterschiedliche Zeiten und Kulturen, das Fremde und das Vertraute werden dabei einer geschichtskritischen Interpretation unterzogen, die zugleich unseren Blick auf die Gegenwart und deren historische Prägungen schärft.
Mayer ist seit den 1990er Jahren auch als Musiker in verschiedenen Bands aktiv, unter anderem „My Dreams in Chaos“ (1992–96).
Seit 2002 ist er Redaktionsmitglied einer von ihm mitbegründeten Zeitschrift, die bei jeder Ausgabe Schrift und Namen ändert.
2024 gestaltete er die Passage des Bahnhofs Meidling, wo mithilfe Künstlicher Intelligenz unter dem Titel Der verlorene Garten spekulative Darstellungen des Prónaygartens gezeigt werden, von dem keine authentischen Darstellungen erhalten sind.

## Ehrungen und Auszeichnungen
2011 wurde Mayer für seine Arbeit In the instant of memory, everything was swirling and dissolving mit dem Kardinal-König-Kunstpreis ausgezeichnet, sowie 2020 mit dem Outstanding Artist Award für Bildende Kunst.

## Ausstellungen (Auswahl)
- 2008: Manifesta 7, Rovereto[6]
- 2010: Paradise Lost - Holidays in Hell, Centro Cultural Andratx, Mallorca
- 2011: Museum der Wünsche, Museum Moderner Kunst Stiftung Ludwig Wien
- 2011: Wiener Glut, KIT-Kunst im Tunnel, Düsseldorf
- 2012: DLF 1874 - Die Biografie der Bilder. Eine Inventur der Voraussetzungen, D Halle 14, Baumwollspinnerei, Leipzig
- 2012: Predicting Memories, Vienna Art Week
- 2013: Skulptur, Camera Austria, Graz
- 2013: The Biography of Images: Parallel Biographies, Audain Gallery, Vancouver
- 2014: 2D23D, Ostlicht, Wien
- 2014: Archives, Re-Assemblances and Surveys, Galeria Klovićevi dvori, Zagreb
- 2015: Disputed Landscape, Camera Austria, Graz - http://camera-austria.at/ausstellungen/disputed-landscape/
- 2015: Flirting with Strangers, 21er Haus, Belvedere, Wien - https://www.belvedere.at/bel_en/exhibition/flirting_with_strangers
- 2015: Now, At the Latest, Kunsthalle Krems
- 2015: 24/7: The human condition, MAK - Museum für Angewandte Kunst, Wien
- 2015: Forgetting the Future - Entropy in the Reflective Age, Torrance Art Museum, Los Angeles
- 2016: Poetiken des Materials, Leopold Museum, Wien - http://www.leopoldmuseum.org/de/ausstellungen/aktuell/christian-kosmas-mayer
- 2016: from here to eternity, V. Biennale Gherdëina, Italien - http://biennalegherdeina.org/
- 2016: Mit anderen Augen - Das Porträt in der zeitgenössischen Fotografie, Kunstmuseum Bonn, Kunsthalle Nürnberg
- 2016: Fluca, Austrian Cultural Pavilion, Plovdiv, Bulgarien
- 2016: The Peacock, Grazer Kunstverein
- 2017: Natural Histories - Traces of the Political, Mumok, Wien
- 2017: Resonanzen, ZKM, Karlsruhe
- 2017: Paradise : Reinterpreting the exotic image through modernism and beyond, Austrian Cultural Forum, New York
- 2018: Doppelleben, Mumok, Wien
- 2018: The Way Things Run; Part 2: Cargo, PS 120, Berlin
- 2018: Dreamin' Wild, ALSASKA Projects, Sydney, Australien
- 2019: Neptune, Zahorian & Van Espen, Bratislava
- 2020: Grandfather's Axe, Ausstellungsraum Klingental, Basel

## Solo-Ausstellungen (Auswahl)
- 2007: another city, not my own, Österreichisches Kulturforum, Warschau
- 2011: Scenic, Galerie Christian Nagel, Berlin
- 2012: laengwedzh, Kunststiftung Baden-Württemberg, Stuttgart[7]
- 2012: Taim Kaepsyul, Galerie Christian Nagel, Antwerpen
- 2012: prezjnt, Galerie Mezzanin, Wien
- 2013: Musis et Mulis, Belvedere[8]
- 2014: Threshold and Inertia, Centrum Kultury Zamek, Poznań - http://www.zamek.poznan.pl/news,en,417,4865.html
- 2014: paelis, Galerie Nagel Draxler, Berlin - http://nagel-draxler.de/exhibitions/6301/
- 2015: L'heure entre chien et loup, Galerie Mezzanin, Geneva - http://galeriemezzanin.com/exhibitions/christian-mayer-lheure-entre-chien-et-loup/
- 2015: Days of Future Just Past, Charim Galerie, Wien
- 2017: Independent New York, Solo Booth with Galerie Mezzanin
- 2018: The Life Story of Cornelius Johnson's Olympic Oak and Matters of Survival, Centrum Kultury ZAMEK, Poznan
- 2019: Aeviternity, Mumok, Wien
- 2019: Unverhofftes Wiedersehen, Galerie Nagel Draxler, Berlin

## Auszeichnungen
- 2006: Förderpreis der Stadt Wien
- 2011: Kardinal-König-Kunstpreis, Salzburg
- 2012: Stipendium der Kunststiftung Baden-Württemberg
- 2012: Staatsstipendium Bildende Kunst der Republik Österreich
- 2013: MAK Schindler Stipendium
- 2020: Outstanding Artist Award für Bildende Kunst[9]

## Veröffentlichungen (Auswahl)
- „The Book of Record of the Palm Capsule“, Mark Pezinger Verlag, 2020
- „Threshold and Inertia“, Centrum Kultury Zamek, Poznań, 2015
- „elseworlds“, Kunst im öffentlichen Raum Niederösterreich, 2014
- „Christian“, Black Pages (#51), 2014
- „Quest for fire: Language“, Publication Studio Vancouver, 2013
- „Musis et Mulis“, Belvedere, Wien, 2013
- „Gizmo“, Passagen Verlag, 2012
- „Ted“, Scriptings #19, Berlin, 2012
- „flotsam and jetsam“, Schlebrügge.Editor, Vienna, 2008